# Vol Independent Air 1851
Le 8 février 1989, le Boeing 707 effectuant le vol Independent Air 1851, un vol charter international assuré par la compagnie américaine Independent Air (en), reliant Bergame, en Italie, à Punta Cana, en République dominicaine, s'écrase contre le Pico Alto, une montagne d'environ 600 m situé dans l'archipel des Açores, alors qu'il entamait son approche vers l'aéroport de Santa Maria pour une escale de ravitaillement en carburant.
Les 137 passagers à bord, des touristes italiens se rendant en République dominicaine, ainsi que les 7 membres d'équipage périssent dans l'accident. Il s'agit de la pire catastrophe aérienne de l'histoire du Portugal.

## Contexte

### Avion

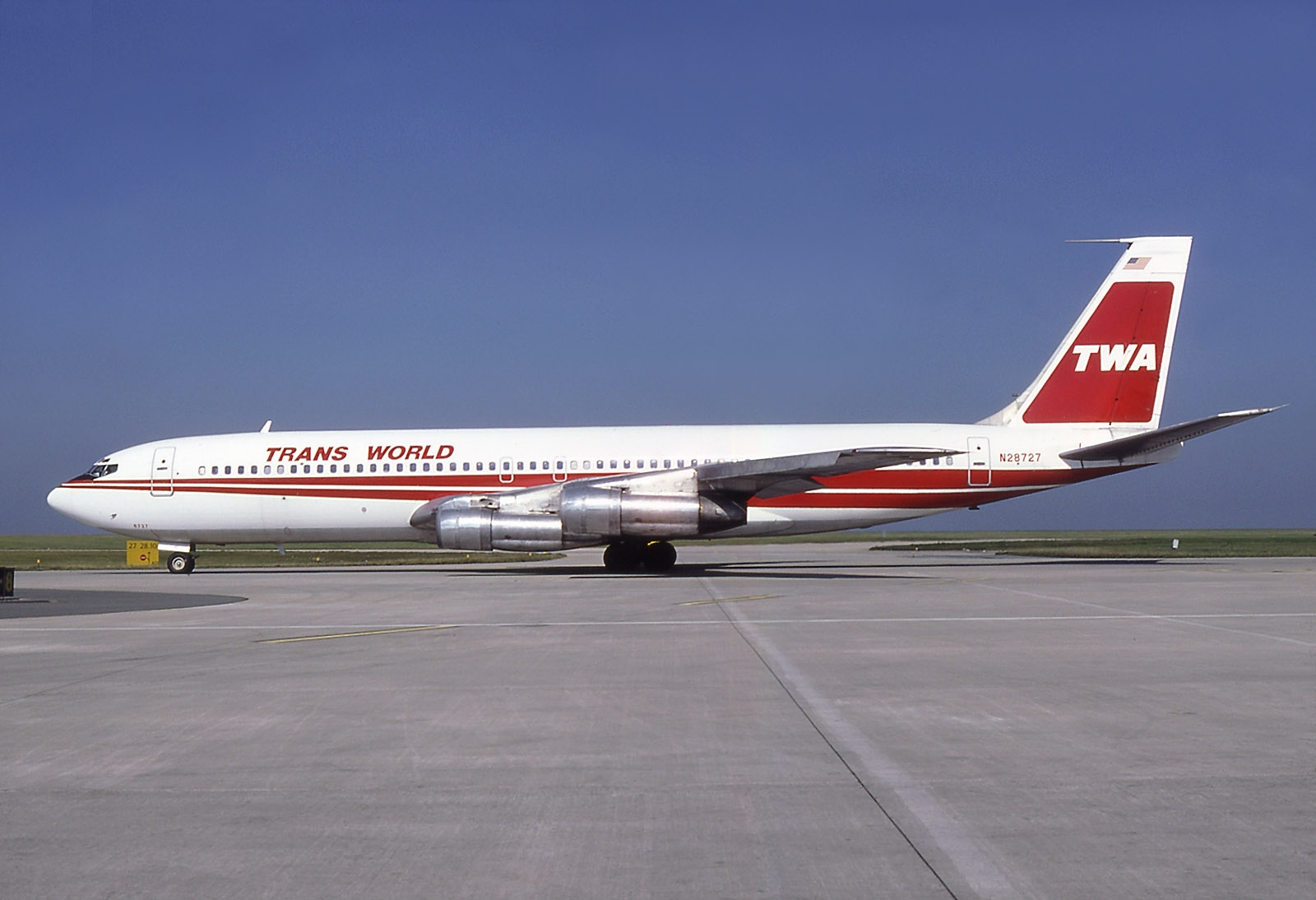
Le 707 impliqué dans l'accident, alors qu'il opérait pour la TWA, ici en septembre 1980.

L'appareil impliqué est un Boeing 707-331B, âgé de 21 ans et immatriculé N7231T (numéro de série 19572/687). Propulsé par quatre turboréacteurs Pratt & Whitney JT3D-3B, il totalise 44 755 heures de vol et 12 589 cycles (décollage/atterrissage) au moment de l'accident. 
Cet avion de ligne long-courrier a été construit en 1968 (avec comme première immatriculation N28727) et a effectué son premier vol le 22 mars de la même année. Il était auparavant exploité par Trans World Airlines (TWA) et était un des deux Boeing 707 opérant dans la flotte de la compagnie charter américaine Independent Air (en). 

### Équipage
Le commandant de bord, Douglas Leon Daugherty (41 ans), totalise 7 766 heures de vol, dont 766 heures sur Boeing 707 (278 en tant que copilote et 488 en tant que commandant de bord). Il totalise également 2 259 heures de vol sur le Boeing 727 (dont 347 en tant que copilote et 1 912 en tant que commandant de bord).
Le copilote, Samuel "Sammy" Adcock (36 ans), cumule 3 764 heures de vol, dont seulement 64 heures sur Boeing 707. Le mécanicien navigant, Jorge Gonzalez (34 ans), compte 6 756 heures de vol à son actif, dont 1 056 heures sur Boeing 707. Il totalise également 2 888 heures de vol sur Boeing 727 et 2 823 heures sur Lockheed C-5 Galaxy.

## Accident
À 10 h 04, le vol 1851 a décollé de l'aéroport international de Bergame-Orio al Serio, en Italie.
Le vol 1851 a eu des difficultés de communication avec la haute fréquence (HF) utilisée par les contrôleurs aériens, bien qu'elle ait fonctionné sans problème au sol. À 12 h 46, l'équipage contacte le centre de contrôle du trafic aérien de Santa Maria et signale le point de passage 38°N 20°W. Le vol 1851 était géré par un contrôleur aérien stagiaire, sous la supervision d'un contrôleur plus expérimenté. Comme les enquêteurs l'ont noté plus tard, la phraséologie aéronautique a été enfreinte à plusieurs reprises au cours des communications. Le contrôleur a également utilisé le mot « point » au lieu de « décimal », signifiant un point décimal. Les communications radio avec le sol ont été effectuées principalement par le copilote Adcock, sauf à 13 h 43, lorsque le mécanicien navigant Gonzalez a demandé un rapport météo. 
À 13 h 44, le contrôleur a transmis à l'équipage : « Un huit cinq un vent deux six zéro... Quatorze eh, quatorze nœuds maximum deux quatre nœuds, visibilité plus de dix kilomètres, un octa à un deux zéro zéro pieds, six octa à trois mille pieds, température un sept, QNH un zéro un neuf ». Pendant la transmission, le contrôleur a utilisé la terminologie non standard « à » dans la phrase « un octa pour un deux zéro zéro ». En raison des problèmes de communication, l'équipage a entendu le message « un octa deux deux zéro zéro », à partir duquel ils ont faussement déterminé qu'il n'y avait pas de nuages en dessous de 2 000 pieds.
À 13 h 56, alors que le vol 1851 effectuait la descente vers l'aéroport de Santa Maria et franchissait 21 998 pieds (6 705 m), le contrôleur a envoyé : « Independent Air un huit cinq un reçu, vous êtes autorisé à trois mille pieds sur QNH un zéro. deux sept et ah, la piste sera un neuf. » Or, le contrôleur a commis une erreur majeure lors de cette transmission. Il a en effet signalé à l'équipage un QNH de 1027 hectopascals (hPa), alors qu'il était en réalité de 1018,7 (arrondi à 1018) hPa, soit 9 hPa de moins que celle transmise aux pilotes 12 minutes plus tôt. Le superviseur s'en est aperçu et a voulu transmettre les bonnes informations à l'équipage, mais il a été distrait par un appel téléphonique. De plus, les membres de l'équipage eux-mêmes n'ont pas remarqué le changement de pression atmosphérique. Cela a pu être facilité par la présence d'une des hôtesses dans le cockpit, dont la voix a été enregistrée par l'enregistreur phonique (CVR) à 13 h 48 et à 14 h 04.

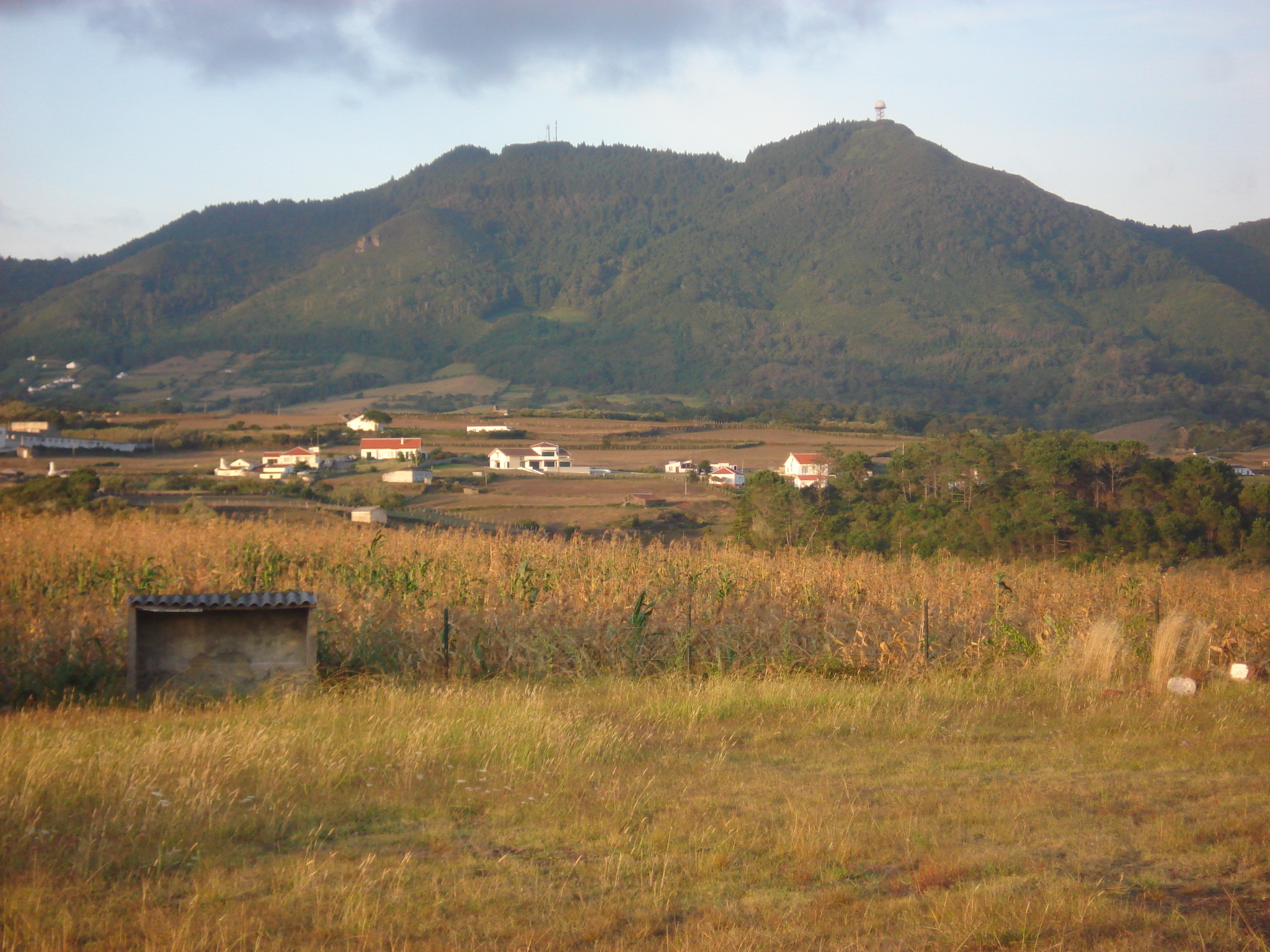
Le Pico Alto, site de l'accident du vol 1851.

À 13 h 56, le copilote a dit au contrôleur : « Nous sommes autorisés à atteindre deux mille pieds et eh... », mais il a fait une pause au milieu de la phrase une minute plus tard, puis a continué sa transmission radio en disant : « un zéro deux sept ». Il s'agit de la dernière transmission radio du vol 1851, mais le contrôleur n'a pas entendu la première partie, car il a continué à dire que le vol atterrirait sur la piste 19, et ne savait donc pas que l'avion continuait de descendre jusqu'à 2 000 pieds (610 m). Comme c'était en dessous de l'altitude minimale de sécurité de 3 000 pieds (910 m), l'avion volait directement sur une trajectoire de collision avec la montagne.
À 14 h 02, à une vitesse de 260 nœuds (480 km/h), l'avion dépasse une hauteur de 5 000 pieds (1 500 m) et entre dans une zone de turbulences légères. Puis, à 14 h 06, à une vitesse de 250 nœuds (460 km/h) et à une hauteur de 2 000 pieds (610 m), l'avion a rencontré de fortes turbulences près de Santo Espírito (en). Le copilote Adcock a demandé au commandant Daugherty s'il avait besoin d'aide pour garder le contrôle de l'avion, mais il a répondu « non ». Deux minutes plus tard, en raison des turbulences, l'avion a grimpé brusquement de 1 751 pieds (534 m) à 1 869 pieds (570 m). En conséquence, le radioaltimètre a alors émis un signal d'alerte, puis l'avertisseur de proximité du sol (GPWS) s'est activé, faisant retentir plusieurs alarmes sonores, mais aucune des personnes présentes à ce moment-là dans le cockpit n'a réagi à ces avertissements.
À 14 h 08, à une altitude réelle de 1 795 pieds (547 m) au-dessus du niveau de la mer, le vol 1851 s'est écrasé contre un affleurement rocheux situé près d'une route, en volant à travers la cime des arbres, et a explosé sous la violence du choc. L'impact s'est produit du côté est de la montagne ; la majorité des débris se trouvaient de ce côté de la montagne, bien que plusieurs autres portions de l'appareil aient également été trouvées sur le versant ouest de la montagne, le site d'impact initial étant proche du sommet. Les 144 personnes (7 membres d'équipage et 137 passagers) présentes à bord ont toutes été tuées sur le coup.

## Enquête
Les altimètres trouvés sur le site de l'accident affichaient une pression de 1 028 et 1 026 hPa, et leur altitude indiquait 2 000 pieds (610 m). La surestimation de la pression atmosphérique de 9 hPa a conduit à une surestimation des lectures d'altitude de 240 pieds (73 m), mais compte tenu de la distance avec le sommet et de la hauteur des arbres poussant sur la montagne, il a été conclu que cette différence n'avait pas contribué à l'accident.
L'enquête officielle a déterminé que lors de l'approche à l'aéroport de Santa Maria, le contrôleur aérien a demandé à l'équipage de descendre à 3 000 pieds (910 m) pour une approche ILS de la piste 19.
Lors de cette transmission, le contrôleur stagiaire avait également transmis un calage altimétrique barométrique (QNH) erroné, qui était plus élevé de 9 hPa par rapport à celui transmis auparavant. Les instructions pour l'approche n'ont pas été entièrement entendues, puisque le copilote a utilisé son microphone pour accuser réception du nouveau QNH, et n'a probablement pas entendu la deuxième répétition de l'altitude de sécurité de 3 000 pieds, déclarant : « Nous sommes à nouveau autorisés à 2 000 pieds...". Même si le copilote a remis en question le nouveau calage altimétrique, le commandant de bord a ignoré la remarque du copilote, lui indiquant qu'il avait bien entendu le bon QNH.
Après avoir été autorisé à effectuer l'approche vers l'aéroport, l'équipage n'a pas réussi à effectuer correctement le briefing d'approche, manquant l'occasion de remarquer l'altitude minimale de sécurité de 3 000 pieds, en ne redemandant pas une relecture de l'autorisation de descente par la tour de contrôle, et la présence du Pico Alto sur leur itinéraire.
S'étant stabilisé en palier à 2 000 pieds (610 m), le 707 a connu de fortes turbulences près de Santo Espírito (en) et a ensuite percuté le flanc est du Pico Alto, à une altitude de 1 795 pieds (547 m).

## Rapport final
La commission d'enquête a conclu que l'accident du vol 1851 est dû au non-respect par l'équipage des procédures d'exploitation standards établies, qui ont conduit à la descente délibérée de l'avion à 2 000 pieds (610 m), alors que l'altitude minimale de secteur publiée sur leur carte d'approche était de 3 000 pieds (910 m). Il a également constaté que le contrôleur de l'aéroport a placé par inadvertance l'avion 240 pieds (73 m) en dessous de l'altitude indiquée à bord de l'avion, aggravant l'erreur initiale du copilote.
Parmi les autres facteurs ayant contribué à cette catastrophe figurent :
- Mauvaises techniques de communication de la part du copilote et du contrôleur aérien, y compris le non-respect de la phraséologie standard dans certaines des communications au sol.
- Négligence des procédures de la tour de contrôle de l'aéroport, en ne demandant pas de relecture concernant l'autorisation de descente.
- Limitation de l'expérience de l'équipage concernant les vols internationaux.
- Formation déficiente de l'équipage d'Independent Air (en), qui ne comprenait pas les techniques et les manœuvres d'urgence pour éviter le relief.
- Non-respect de l'Aeronautical Information Publication provenant de l'Institut national de l'aviation civile portugaise (en) (plan de vol et procédures d'approche autorisées).

## Conséquences

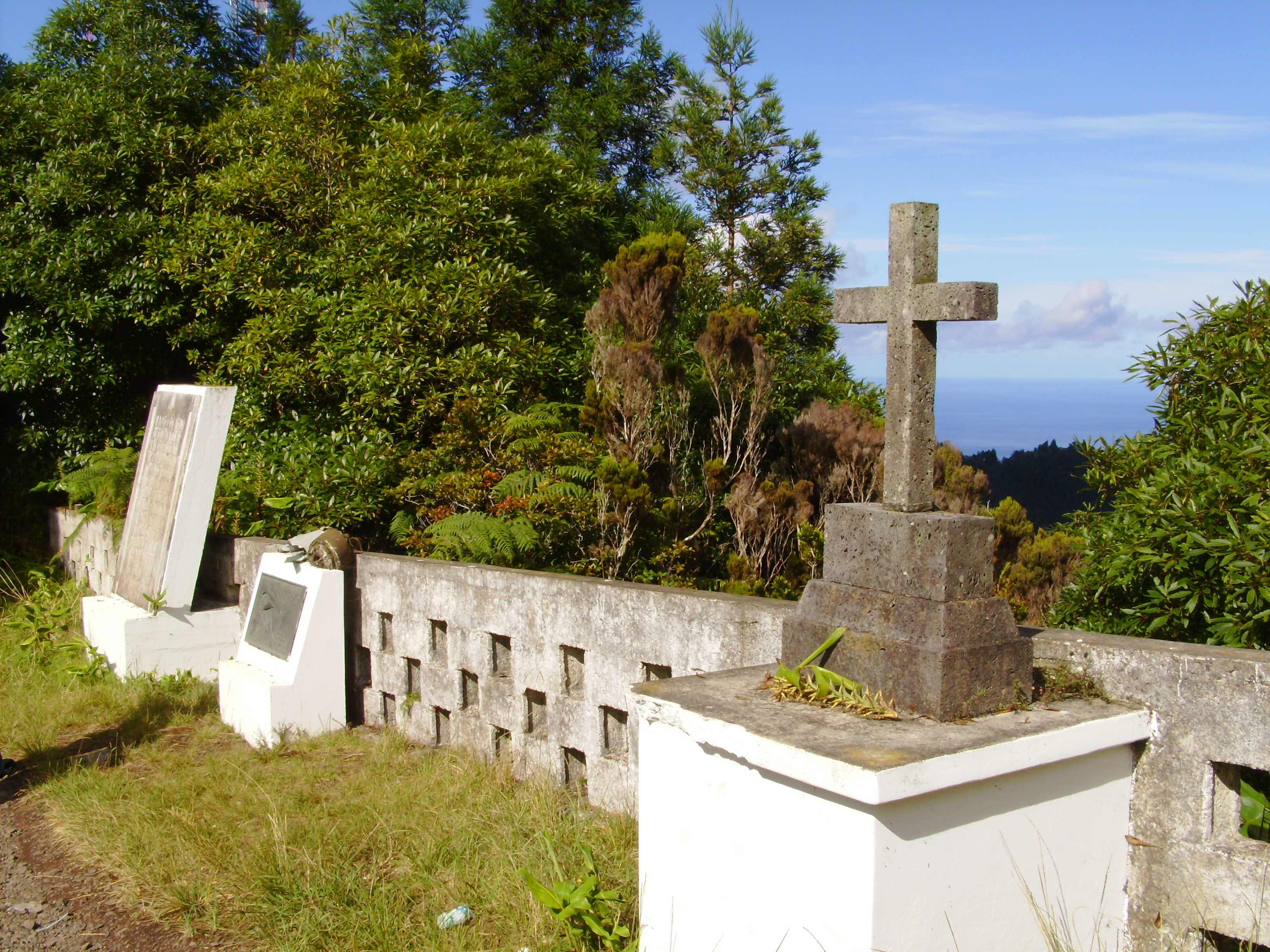
Mémorial en souvenir des victimes de l'accident.

En 1992, un groupe de familles des victimes du crash a affirmé qu'Independent Air et le propriétaire de l'avion, International Air Leases, étaient responsables de la catastrophe et ont demandé une indemnisation.
Dans les nombreux procès qui ont suivi, la compagnie aérienne a été jugée pour avoir fait preuve de négligence concernant la formation de ses pilotes. L'affaire a été réglée pour un montant de 34 000 000 $.

## Médias
L'accident a fait l'objet d'un épisode dans la série télévisée Air Crash nommé « Erreurs en série » (saison 23 - épisode 2).